# Lincoln Beach
Lincoln Beach és una concentració de població designada pel cens dels Estats Units a l'estat d'Oregon. Segons el cens del 2000 tenia 2.078 habitants.

## Demografia
Segons el cens del 2000, Lincoln Beach tenia 2.078 habitants, 1.073 habitatges, i 657 famílies. La densitat de població era de 243,9 habitants per km².
Dels 1.073 habitatges en un 10,9% hi vivien nens de menys de 18 anys, en un 53% hi vivien parelles casades, en un 6,1% dones solteres, i en un 38,7% no eren unitats familiars. En el 32,1% dels habitatges hi vivien persones soles el 16% de les quals corresponia a persones de 65 anys o més que vivien soles. El nombre mitjà de persones vivint en cada habitatge era d'1,93 i el nombre mitjà de persones que vivien en cada família era de 2,35.
Per edats la població es repartia de la següent manera: un 10,9% tenia menys de 18 anys, un 3,3% entre 18 i 24, un 16% entre 25 i 44, un 33,8% de 45 a 60 i un 36,1% 65 anys o més.
L'edat mediana era de 58 anys. Per cada 100 dones de 18 o més anys hi havia 82,5 homes.
La renda mediana per habitatge era de 33.425 $ i la renda mediana per família de 41.415 $. Els homes tenien una renda mediana de 32.557 $ mentre que les dones 18.519 $. La renda per capita de la població era de 21.810 $. Aproximadament el 4% de les famílies i el 6,9% de la població estaven per davall del llindar de pobresa.

## Poblacions properes
El següent diagrama mostra les poblacions més properes.